# منتخب إيطاليا تحت 20 سنة لكرة القدم
منتخب إيطاليا لكرة القدم (بالإيطالية: Italy national under-20 football team)‏ أو الأتزوريني (بالإيطالية:  Azzurrini)‏ هو ممثل إيطاليا الرسمي في رياضة كرة القدم لتحت 20 سنة، وتقع إدارته على عاتق الاتحاد الإيطالي لكرة القدم الذي تأسس في 1898 وانضم إلى الاتحاد الدولي لكرة القدم في عام 1905.

## وصلات خارجية
- الاتحاد الإيطالي (موقع رسمي من أجل أخبار المنتخب)